# Lealman
Lealman är en ort (CDP) i Pinellas County, i delstaten Florida, USA. Enligt United States Census Bureau har orten en folkmängd på 19 879 invånare (2010) och en landarea på 10,4 km².